# Істпойнт (Мічиган)
Істпойнт (англ. Eastpointe) — місто (англ. city) в США, в окрузі Маком штату Мічиган. Населення — 34 318 осіб (2020).

## Географія
Істпойнт розташований за координатами 42°27′58″ пн. ш. 82°56′47″ зх. д. / 42.46611° пн. ш. 82.94639° зх. д. (42.466080, -82.946341).  За даними Бюро перепису населення США в 2010 році місто мало площу 13,33 км², з яких 13,32 км² — суходіл та 0,01 км² — водойми.

## Демографія
Згідно з переписом 2010 року, у місті мешкали 32 442 особи в 12 557 домогосподарствах у складі 8220 родин. Густота населення становила 2434 особи/км².  Було 13796 помешкань (1035/км²).
Расовий склад населення:
| - 65,6 % — білих - 29,5 % — чорних або афроамериканців - 1,1 % — азіатів - 0,4 % — корінних американців |

До двох чи більше рас належало 2,9 %. Частка іспаномовних становила 2,1 % від усіх жителів.
За віковим діапазоном населення розподілялося таким чином: 25,7 % — особи молодші 18 років, 63,0 % — особи у віці 18—64 років, 11,3 % — особи у віці 65 років та старші. Медіана віку мешканця становила 36,3 року. На 100 осіб жіночої статі у місті припадало 93,8 чоловіків;  на 100 жінок у віці від 18 років та старших — 89,4 чоловіків також старших 18 років.
Середній дохід на одне домашнє господарство  становив 50 011 долар США (медіана — 41 759), а середній дохід на одну сім'ю — 55 774 долари (медіана — 49 297). Медіана доходів становила 40 343 долари для чоловіків та 34 467 доларів для жінок. За межею бідності перебувало 22,1 % осіб, у тому числі 34,4 % дітей у віці до 18 років та 14,3 % осіб у віці 65 років та старших.
Цивільне працевлаштоване населення становило 13 635 осіб. Основні галузі зайнятості: освіта, охорона здоров'я та соціальна допомога — 22,9 %, виробництво — 18,6 %, роздрібна торгівля — 12,3 %, науковці, спеціалісти, менеджери — 10,1 %.